# Albert Lasker Award for Basic Medical Research
Der Albert Lasker Award for Basic Medical Research (Albert-Lasker-Preis für medizinische Grundlagenforschung) wird durch die amerikanische Lasker Foundation (Lasker-Stiftung) vergeben. Ziel des Preises ist die Honorierung und Förderung der medizinischen Grundlagenforschung.
Der Preis gilt zusammen mit dem Lasker~DeBakey Clinical Medical Research Award (Lasker-DeBakey-Preis für klinisch-medizinische Forschung) als höchste medizinisch-wissenschaftliche Auszeichnung in den USA und inoffizieller „amerikanischer Medizin-Nobelpreis“. 72 der 161 Preisträger (Stand 2024) erhielten später auch einen Nobelpreis für Physiologie oder Medizin, elf einen Nobelpreis für Chemie, einer (Ernst Ruska) einen Nobelpreis für Physik.
Neben dem Albert Lasker Award for Basic Medical Research gibt es noch den Lasker~Koshland Special Achievement Award in Medical Science (früher Albert Lasker Achievement Award).

## Preisträger
- 1946: Carl Ferdinand Cori
- 1947: Oswald Avery, Homer Smith
- 1948: Vincent du Vigneaud, Selman Abraham Waksman, René Dubos
- 1949: André Frédéric Cournand, William S. Tillett, L. R. Christensen
- 1950: George Wells Beadle
- 1951: Karl Friedrich Meyer
- 1952: Frank Macfarlane Burnet
- 1953: Hans Adolf Krebs, Michael Heidelberger, George Wald
- 1954: Edwin B. Astwood, John Franklin Enders, Albert von Szent-Györgyi Nagyrápolt
- 1955: Karl Paul Link, Carl J. Wiggers
- 1956: Karl Meyer, Francis Otto Schmitt
- 1957: Isaac Starr
- 1958: Francis Peyton Rous, Theodore Puck, Alfred Day Hershey, Gerhard Schramm, Heinz Fraenkel-Conrat, Irvine Page
- 1959: Albert Hewett Coons, Jules T. Freund
- 1960: Maurice Wilkins, Francis Crick, James Watson, James V. Neel, Lionel Penrose, Ernst Ruska, James Hillier
- 1962: Choh Hao Li
- 1963: Lyman C. Craig
- 1964: Renato Dulbecco, Harry Rubin
- 1965: Robert W. Holley
- 1966: George Emil Palade
- 1967: Bernard B. Brodie
- 1968: Marshall Warren Nirenberg, Har Gobind Khorana, William F. Windle
- 1969: Robert Bruce Merrifield
- 1970: Earl Wilbur Sutherland
- 1971: Seymour Benzer, Sydney Brenner, Charles Yanofsky
- 1974: Ludwik Gross, Howard E. Skipper, Sol Spiegelman, Howard M. Temin
- 1975: Roger Charles Louis Guillemin, Andrew Victor Schally, Frank J. Dixon, Henry G. Kunkel
- 1976: Rosalyn Sussman Yalow
- 1977: Sune Bergström, Bengt Ingemar Samuelsson, John Robert Vane
- 1978: Hans Walter Kosterlitz, John Hughes, Solomon H. Snyder
- 1979: Walter Gilbert, Frederick Sanger, Roger Sperry
- 1980: Paul Berg, Herbert W. Boyer, Stanley Norman Cohen, A. Dale Kaiser
- 1981: Barbara McClintock
- 1982: John Michael Bishop, Raymond L. Erikson, Hidesaburō Hanafusa, Harold Elliot Varmus, Robert Charles Gallo
- 1983: Eric Kandel, Vernon Mountcastle
- 1984: Michael Potter, Georges J. F. Köhler, César Milstein
- 1985: Michael Stuart Brown, Joseph L. Goldstein
- 1986: Rita Levi-Montalcini, Stanley Cohen
- 1987: Leroy Hood, Philip Leder, Tonegawa Susumu
- 1988: Thomas R. Cech, Phillip Allen Sharp
- 1989: Michael Berridge, Alfred Goodman Gilman, Edwin Gerhard Krebs, Yasutomi Nishizuka
- 1991: Edward B. Lewis, Christiane Nüsslein-Volhard
- 1993: Günter Blobel
- 1994: Stanley Prusiner
- 1995: Peter Doherty, Jack L. Strominger, Emil R. Unanue, Don Craig Wiley, Rolf Zinkernagel
- 1996: Robert Francis Furchgott, Ferid Murad
- 1997: Mark Ptashne
- 1998: Leland H. Hartwell, Yoshio Masui, Paul Nurse
- 1999: Clay Armstrong, Bertil Hille, Roderick MacKinnon
- 2000: Aaron Ciechanover, Avram Hershko, Alexander Varshavsky
- 2001: Mario Capecchi, Martin Evans, Oliver Smithies
- 2002: James Rothman, Randy Schekman
- 2003: Robert G. Roeder
- 2004: Pierre Chambon, Ronald M. Evans, Elwood V. Jensen
- 2005: Ernest McCulloch, James Till
- 2006: Elizabeth Blackburn, Carol W. Greider, Jack Szostak
- 2007: Ralph M. Steinman
- 2008: Victor Ambros, David Baulcombe, Gary Ruvkun
- 2009: John Gurdon, Shin’ya Yamanaka
- 2010: Douglas Coleman, Jeffrey M. Friedman
- 2011: Franz-Ulrich Hartl, Arthur Horwich
- 2012: Michael Sheetz, James A. Spudich, Ronald Vale
- 2013: Richard H. Scheller, Thomas Südhof
- 2014: Kazutoshi Mori, Peter Walter
- 2015: Stephen J. Elledge, Evelyn M. Witkin
- 2016: William G. Kaelin, Jr., Peter J. Ratcliffe, Gregg L. Semenza
- 2017: Michael N. Hall
- 2018: C. David Allis, Michael Grunstein
- 2019: Max D. Cooper, Jacques Miller
- 2020: keine Vergabe
- 2021: Dieter Oesterhelt, Peter Hegemann, Karl Deisseroth
- 2022: Richard O. Hynes, Erkki Ruoslahti, Timothy A. Springer
- 2023: Demis Hassabis, John M. Jumper
- 2024: Zhijian Chen